# Ángel Parra (hijo)
Ángel Cereceda Orrego, también conocido como Ángel Parra (Santiago, 22 de mayo de 1966), es un músico chileno, destacado guitarrista integrante de la banda Los Tres entre 1988 y 2014, y líder de su grupo de jazz Ángel Parra Trío activo desde 1989. Es reconocido como uno de los mejores guitarristas chilenos pues se maneja con soltura en lenguajes como el jazz, el rock, y el folclor chileno, además de tocar otros instrumentos tales como el charango, el banjo, el ukelele, y el teclado. Es hijo del cantautor chileno Ángel Parra y Marta Orrego Matte, y nieto de Violeta Parra, siendo miembro de la familia Parra, uno de los más prolíficos clanes musicales de Chile. 
Desde 2013 ha trabajado como guitarrista y productor del cantautor Manuel García.

## Carrera

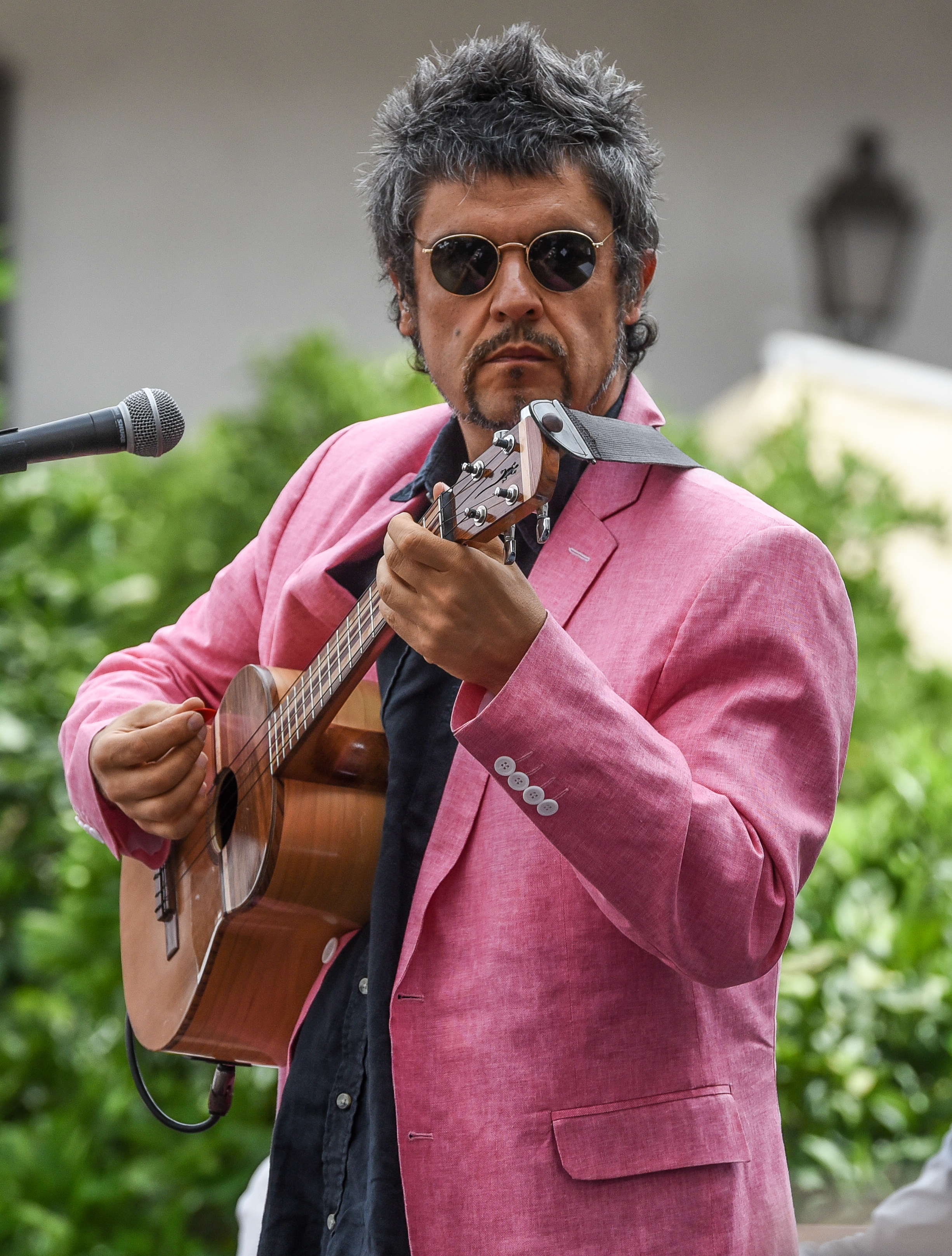
Ángel Parra en diciembre de 2017, tocando Cuatro en el Palacio de La Moneda.

La inclinación de Ángel Parra hijo por la música proviene del interés que su padre tuvo porque él aprendiera rápidamente el arte de la guitarra, incluso en la época del exilio en México. Junto a su hermana Javiera, tiene sus primeras incursiones en la música informal en un dúo llamado Silueta. Sin embargo, no es sino hasta el regreso a Chile a fines de los 80 que tiene su primer trabajo profesional como músico, en el grupo de jazz-rock Cometa, con el cual llega a editar un disco homónimo en 1987.

### Los Tres
Su amistad con Álvaro Henríquez lo lleva a ser el único santiaguino en incorporarse a la banda de Concepción, Los Tres, que pasó a integrar en guitarra solista en 1988. Al interior del grupo, dio rienda suelta a sus influencias, incorporando riffs de jazz y arreglos propios al repertorio de la banda, que pertenecía casi exclusivamente, en términos compositivos, a Henríquez.
En diciembre de 2013, debido a proyectos personales en Chile, Ángel Parra anunció públicamente su renuncia de la banda, luego de 25 años de carrera con ella.

### Ángel Parra Trío
Sin embargo, el máximo desarrollo de Ángel como músico no llegaría hasta que estableció el liderazgo de un colectivo aparte, Ángel Parra Trío, junto con su socio más cercano, el bajista de Los Tres, Roberto "Titae" Lindl. Con este proyecto Parra edita una serie de álbumes en los cuales no solo desarrolla sus habilidades como compositor y virtuoso intérprete de la guitarra, sino que además establece un marco para la interpretación de diversos estilos, desde el jazz más puro hasta la fusión latinoamericana. Así ha logrado establecerse como uno de los guitarristas más conocidos del país, una celebridad dentro de la escena musical chilena.
Ángel Parra ha participado, además, como compositor de música para series de televisión y cine.
En 2011 forma un sexteto de jazz llamado Ángel Parra y Los Fugitivos.

### Solista
En 2017, en pleno año centenario, Ángel Parra realizó una revisión de la obra de despedida de su abuela creadora, con una grabación del íntegro repertorio de canciones publicadas en 1966, aquí con el nombre de Las últimas composiciones de Violeta Parra. Retomando su único trabajo solista realizado en 1995 en honor también a su abuela. Grabó junto a Javiera Parra ("Gracias a la vida", "El Albertío", "Maldigo del alto cielo"), Manuel García ("Cantores que reflexionan"), Álex Anwandter ("Mazúrquica modérnica", "Rin del angelito"),  Álvaro López de Los Bunkers ("Run Run se fue pa’l norte"), y su padre Ángel Parra, en la que supone la última grabación antes de morir en 2017 ("La cueca de los poetas", "De cuerpo entero").
En 2018 compuso y grabó las nuevas cortinas musicales de Radio Cooperativa incluida también una nueva versión de "los tambores del diario de cooperativa""

### Retorno a Los Tres
El 10 de octubre del año 2023, Ángel Parra junto con Francisco Molina anunciaron su retorno a la banda Los Tres, la que volvería a tener su formación original luego de poco más de 23 años, junto con el anuncio, se confirmó una serie de conciertos que tomarían lugar en Santiago de Chile y Concepción. 2 días después se presentó junto a sus antiguos compañeros de forma gratuita en la Plaza de la Independencia de Concepción, jornada a la que asistieron alrededor de 20.000 personas.
El 20 de octubre de 2023, Ángel participó junto a Los Tres y otras bandas icónicas de la escena musical chilena como Los Bunkers y Los Jaivas, en la ceremonia de inauguración de los Juegos Panamericanos de Santiago, donde la banda tocó sus grandes éxitos.

## Discografía

### Solista
- 1995 - Composiciones para guitarra de Violeta Parra
- 2017 - Las últimas composiciones de Violeta Parra
- 2019 - Travesuras
- 2023 - Soundtracks

### Con Los Tres

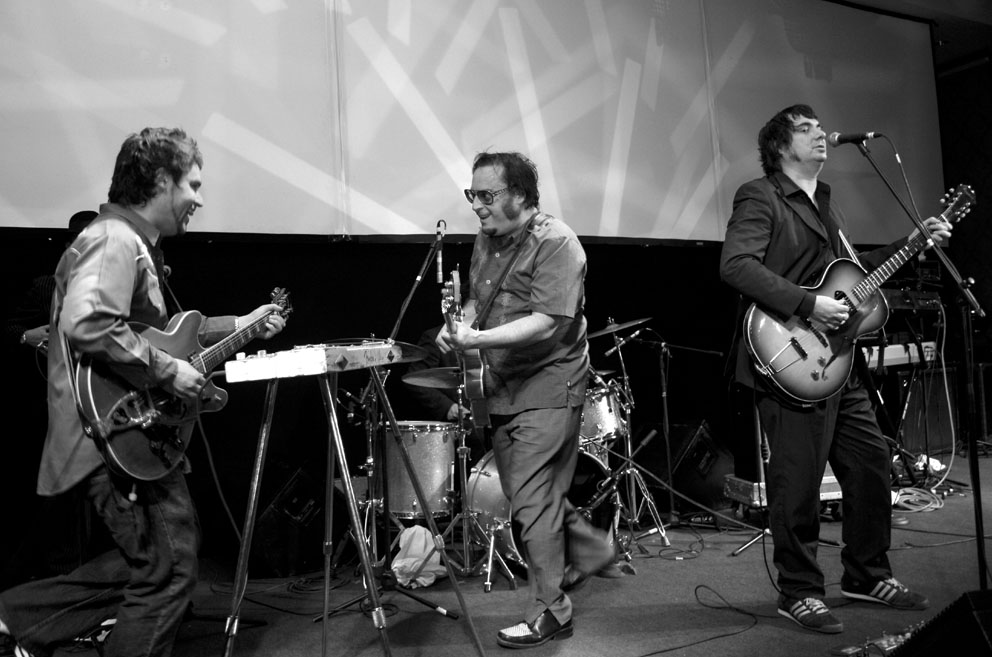
Con Los Tres.

- 1991 - Los Tres
- 1993 - Se remata el siglo
- 1995 - La espada & la pared
- 1995 - Los Tres MTV Unplugged
- 1996 - La Yein Fonda
- 1997 - Fome
- 1998 - Peineta
- 1999 - La sangre en el cuerpo
- 2006 - Hágalo Usted Mismo
- 2007 - Arena
- 2010 - Coliumo

### Con Ángel Parra Trío
- 1992 - Ángel Parra Trío
- 1995 - Patana
- 1996 - Piscola Standards
- 1998 - Tequila!!!
- 2000 - No junta ni pega
- 2002 - La hora feliz
- 2003 - Vamos que se puede
- 2005 - Playa solitaria

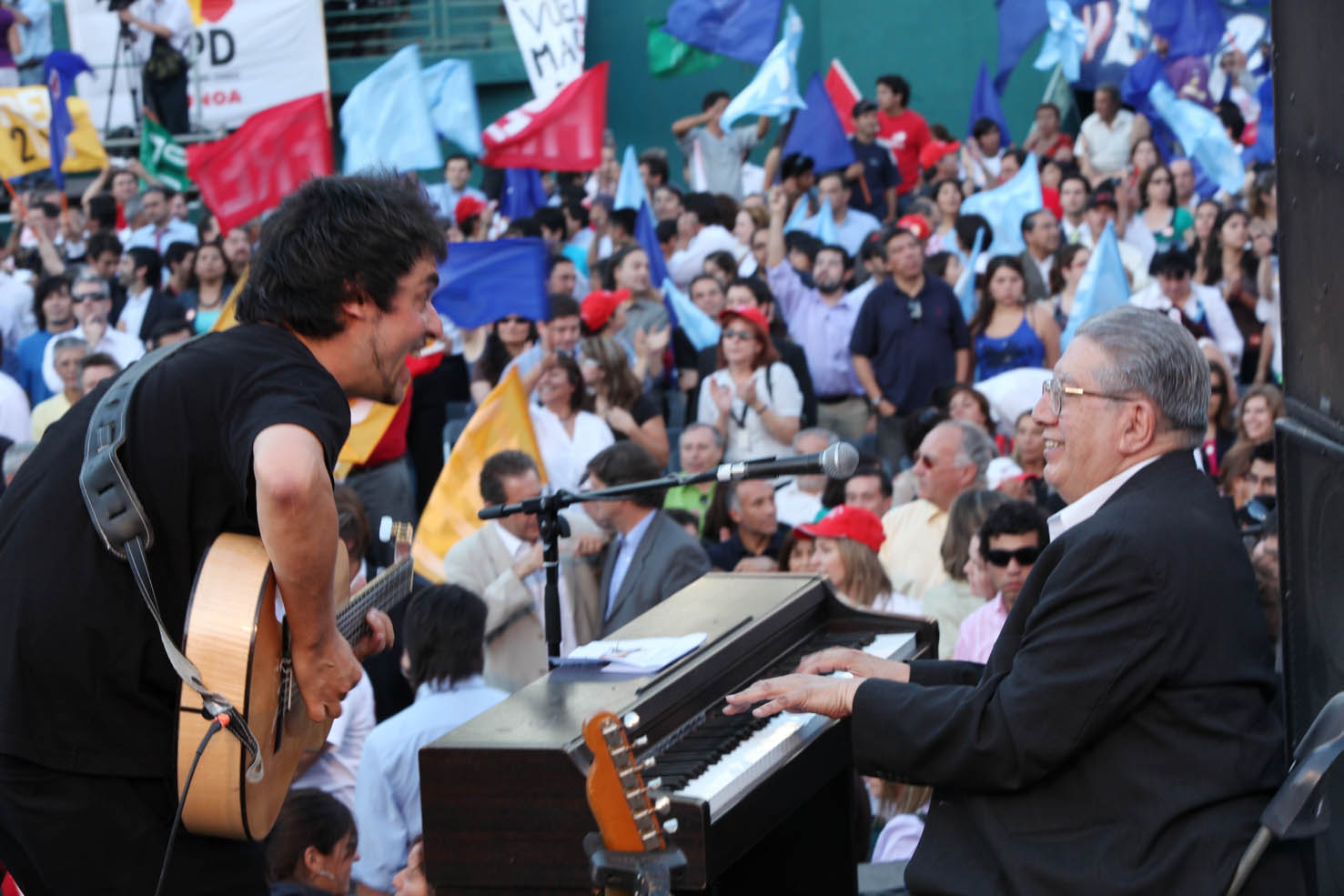
Ángel Parra con Valentín Trujillo en 2009.

- 2008 - Un año más (con Valentín Trujillo)
- 2009 - Espérame (con Valentín Trujillo)
- 2016 - Dulce compañía

### Con Cometa
- 1987 - Cometa

### Colectivos
- 2009 - Roberto Parra: Invocado

### Colaboraciones
- 1989 - Ángel Parra en Chile (de Ángel Parra)
- 1993 - Todo el amor (de Ángel Parra)
- 1994 - Boleros (de Ángel Parra)
- 1994 - Los náufragos (de Ángel Parra y Miguel Littín)
- 1998 - El insolente (de Ángel Parra)
- 2000 - Brindis y cuecas caballas (de Ángel Parra)
- 2014 - Retrato iluminado (de Manuel García)